# Ryo Un-hui
Ryo Un-hui (* 9. August 1994) ist eine nordkoreanische Gewichtheberin. Sie wurde 2013 Vizeweltmeisterin in der Gewichtsklasse bis 69 kg Körpergewicht.

## Werdegang
Über die Herkunft und den Karriereverlauf von Ryo Un-hui in Nordkorea ist bisher wenig bekannt. Sie erschien im Jahre 2009 erstmals bei einer internationalen Meisterschaft. Sie startete in diesem Jahr bei der Junioren-Weltmeisterschaft (U 17) in Chiang Mai/Thailand in der Gewichtsklasse bis 63 kg und erzielte dort im Zweikampf 196 kg (91–105). Sie belegte damit in der Zweikampfwertung den 4. Platz. Mit ihrer Leistung im Reißen von 91 kg wurde sie aber Junioren-Weltmeisterin.
Den nächsten Start bei einer internationalen Meisterschaft absolvierte sie erst im November 2012. Sie startete in diesem Monat bei der asiatischen Juniorenmeisterschaft (U 20) in Yangoon. Sie war inzwischen in die Gewichtsklasse bis 69 kg hineingewachsen. Im Zweikampf erzielte sie dort 262 kg (116–146) und siegte damit klar vor Schasira Schapparkul, Kasachstan, 232 kg und Wang Xinyue, China, 225 kg (105–120).
Im Juni 2013 wurde Ryo Un-hui in Astana mit einer Zweikampfleistung von 263 kg (118–145) Asienmeisterin in der Gewichtsklasse bis 69 kg. Sie verwies damit ihre Landsfrau Rim Jong-sim, die 2012 in London Olympiasiegerin in dieser Gewichtsklasse geworden war, auf den 2. Platz. Die Leistung von Rim Jong-sim betrug im Zweikampf 255 kg (112–143). Auf Grund dieses Ergebnisses erhielt Ryo Un-hui bei der Weltmeisterschaft 2013 in Wrocław den Vorzug vor Rim Jong-sim. In Wrocław erzielte sie im Zweikampf 262 kg (119–143) und wurde damit Vizeweltmeisterin im Zweikampf hinter Xiang Yanmei, China, die auf 271 kg (123–145) kam.
Die Tatsache, dass Ryo Un-hui erst an wenigen internationalen Meisterschaften teilnehmen konnte, ist auch dem Umstand geschuldet, dass sich Nordkorea an vielen dieser Meisterschaften aus politischen bzw. wirtschaftlichen Gründen nicht beteiligte.

## Internationale Erfolge
| Jahr | Platz | Wettbewerb                                         | Gewichtsklasse | Ergebnisse |
| 2009 | 4.    | Junioren-WM (U 17) in Chiang Mai/Thailand          | bis 63 kg      | mit 196 kg (91–105); Siegerin: Darat Srisuwan, Thailand, 202 kg (87–115)                                               |
| 2012 | 1.    | Asiatische Juniorenmeisterschaft (U 20) in Yangoon | bis 69 kg      | mit 262 kg (116–146), vor Schasira Schapparkul, Kasachstan, 232 kg (100–132) und Wang Xinyue, China, 225 kg (105–120)  |
| 2013 | 1.    | Asienmeisterschaft in Astana                       | bis 69 kg      | mit 263 kg (118–145), vor Rim Jong-sim, Nordkorea, 255 kg (112–143) und Yu Ying, China, 228 kg (100–128)               |
| 2013 | 2.    | WM in Wrocław                                      | bis 69 kg      | mit 262 kg (119–143), hinter Xiang Yanmei, China, 271 kg (123–145), vor Dina Sasanawez, Weißrussland, 259 kg (116–143) |

## WM-Einzelmedaillen
- WM-Silbermedaillen: 2013/Reißen
- WM-Bronzemedaillen: 2013/Stoßen

Erläuterungen
- alle Wettkämpfe im Zweikampf, bestehend aus Reißen und Stoßen
- WM = Weltmeisterschaft